# 제천 복평리 모감주나무 군락
제천 복평리 모감주나무 군락(堤川 伏坪里 모감주나무 群落)은 충청북도 제천시 한수면 복평리에 있는 모감주나무 군락이다. 2012년 12월 7일 충청북도의 기념물 제155호로 지정되었다.

## 개요
모감주나무는 중국식물로 해안가나 남부지방에 자생하고 있는 것으로 알려져 있었으나, 내륙지방인 제천시 덕산면 수산리 월악산(보덕암 주변)에서 군락을 이루고 있음이 특이하다. 제천 복평리 모감주나무 군락은 개체수가 적고 수령이 오래되지 않았다 하더라도 희귀종으로 생물학적 연구 측면에서 중요한 가치를 지닌다.

## 참고 문헌
- 제천 복평리 모감주나무 군락 - 국가유산청 국가유산포털